# 赫拉波尼安卡河
52°57′02″N 19°42′48″E / 52.95056°N 19.71333°E
赫拉波尼安卡河是波蘭的河流，位於該國中部，處於馬佐夫舍省，屬於斯克爾瓦河的支流，河道全長19公里，流域面積112平方公里。